# Гордость (фильм, 2014, Иордания)
«Гордость» (араб. ذيب‎) — историческая драма 2014 года британско-иорданского режиссёра Наджи Абу Нувара совместного производства ряда арабских стран и Великобритании. Главным героем фильма является маленький бедуинский мальчик, которому предстоит выжить в огромной пустыне Вади-Рам. Действие фильма происходит на фоне ближневосточного театра Первой мировой войны, после Великого арабского восстания против правящей Османской империи. В фильме были задействованы непрофессиональные актёры из бедуинской общины на юге Иордании, а жанр фильм также называют «бедуинским вестерном». Тема взросления является одной из центральных в картине.
Премьера фильма состоялась в рамках программы «Горизонты» на 71-м Венецианском международном кинофестивале 4 сентября 2014 года, где Абу Нувар получил приз за лучшую режиссуру. Картина была номинирована на премию «Оскар» за лучший фильм на иностранном языке на 88-й церемонии, что было впервые для фильмов из Иордании. На 69-й церемонии премии BAFTA «Гордость» была номинирована на премию за лучший неанглоязычный фильм, там же Наджи Абу Нувар и Руперт Ллойд стали обладателями премии BAFTA за лучший дебют британского сценариста, режиссёра или продюсера.

## Сюжет
Бедуины из племенной конфедерации Ховейтат принимают у себя гостей: британского офицера и его арабского переводчика. Последним нужен проводник из местных, который смог бы их провести по безопасному пути к пункту назначения англичанина. Дорога опасна из-за разбойников, оставшихся без работы после открытия Хиджазской железной дороги и потому промышляющих разбоем. Проводником становится сын недавно умершего шейха Хусейн. Его младший брат увязывается за путешественниками и нагоняет их, когда те остановились на ночлег. Путники уже не могут отправить мальчика обратно, и им приходится взять его с собой. С этого и начинается его путь, заставивший пережить поспешное взросление.

## В ролях
- Джасир Эйд аль-Хвиетат — Зиб
- Хуссейн Саламех аль-Свеилхийен — Хуссейн
- Хассан Мутлаг аль-Мараийех — путешественник
- Джек Фокс — Эдвард
- Марджи Аудех — проводник

## Критика
Фильм получил положительные отзывы у большинства критиков, ряд которых охарактеризовали его как «бедуинский вестерн». Была отмечена игра исполнителя главной роли и успешный дебют режиссёра. Мэтт Деймон, будучи в Иордании на съёмках фильма Марсианин, увидев трейлер «Гордости», был радостно удивлён качеством её съёмки, похвалив её создателей. Королевы Иордании Нур аль-Хусейн и Рания аль-Абдулла не скрывали своей радости в социальных сетях после номинации фильма на «Оскар».